# Slot 2
Slot 2 是Intel所設計的CPU插槽，在1998年面世，用於Pentium II Xeon和个别Pentium III Xeon的330脚单边接触卡盒使用之物理盒电气标准。
Slot 1接口Pentium II最早被设计用于在桌面和低端SMP市场取代Pentium和Pentium Pro。而设计用于多处理器工作站和服务器的Pentium II Xeon与后期Pentium II一样基于P6微架构，拥有从512KB到2048KB不等的全速L2缓存 （Pentium II为了减少成本使用了第三方的SRAM，以CPU主频的一半工作）
由于Slot 1的242针设计不支持Xeon的全速L2缓存，Intel开发了扩展的330针插座。Pentium II Xeons和头两种Pentium III Xeon 'Tanner' 和 'Cascades'采用了被称为Slot 2的新连接器。Slot 2最后被Socket 603及Socket 604插座取代。

## 脚注
1. ↑  对于文中的半导体存储器而言KB表示210 bytes

本條目部分或全部内容出自以GFDL授權發佈的《自由線上電腦詞典》（FOLDOC）。